# Gränzbote
Der Gränzbote ist eine historische Zeitung aus Tuttlingen und eine heutige Regionalausgabe der Schwäbischen Zeitung.
Die Zeitung wurde im Jahr 1830 gegründet und berichtete aus Tuttlingen und dessen Umlandgemeinden. Der Name rührt von der damals existierenden Grenze zwischen dem Großherzogtum Baden und dem Königreich Württemberg her. Das Verbreitungsgebiet der Zeitung lag auf beiden Seiten der Grenze.
Seit 1960 gehört der Gränzbote zur Schwäbischen Zeitung der Schwäbisch Media, übernimmt deren Mantel, hat aber eine eigene Regionalredaktion. Die ehemaligen Regionalteile des Gränzboten, des Heuberger Boten und der Trossinger Zeitung sind ebenfalls Teil der Schwäbisch Media.